# 塔德乌什·米哈利克
塔德乌什·米哈利克（波蘭語：Tadeusz Michalik，1991年2月16日—），波兰男子摔跤运动员。他曾代表波兰参加2020年夏季奥林匹克运动会摔跤比赛，获得男子古典式97公斤级铜牌。

## 家庭
姐姐莫妮卡·米哈利克。